# Gazeta.ru

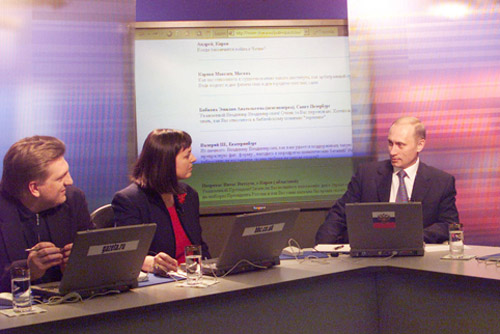
Vladimir Putin nel marzo 2001 durante una conferenza online con il corrispondente BBC Bridget Kendall e il direttore di Gazeta.Ru Vladislav Borodulin

Gazeta.ru (in russo Газета.Ru?) è un quotidiano online di notizie russo con sede a Mosca. Gazeta.ru è il 50° sito web più visitato in Russia, secondo le classifiche di Alexa Internet.

## Storia
Gazeta.Ru è stata lanciata nel 1999 come progetto con la Fondazione per la politica efficace (rus. Фонд фекти́вной поли́тики) sotto la guida di Anton Nosik. Nel febbraio 1999 è uscito il primo numero. Nel settembre 1999 sono state create le pubblicazioni Vesti.ru e Lenta.ru e il marchio Gazeta.ru fu venduto alla società Yukos, che creò una nuova edizione sotto la guida dell'ex responsabile del quotidiano Kommersant, Vladislav Borodulin. Dopo il periodo sotto Vladislav Borodulin, che possedeva il 100% delle azioni, Gazeta.ru è stata venduta a Sekret Firmy nel 2005, una casa editrice di proprietà di Alisher Usmanov dal 2006. Nel 2005 Aleksandr Pisarev è stato direttore per un anno. 
È stato sostituito da Mikhail Mikhailin che ha ricoperto l'incarico fino al 2010. Poi la responsabilità è passata a Mikhail Kotov che ha lasciato Gazeta.ru nel 2013 perché non era d'accordo con il cambio di proprietà del giornale. 
Nel 2012 Alisher Usmanov aveva infatti venduto la sua metà in SUP Media ad Alexander Mamut. Nel 2013 le aziende SUP Media e Rambler-Afisha sono state unite nella società combinata Afisha.Rambler.SUP (dal 2014 Rambler&Co). 
Nel 2013 Svetlana Lolaeva, membro dello staff dal 2007, è diventata direttrice e, nello stesso anno, è stata sostituita da Svetlana Babaeva, ex dipendente di Izvestija e RIA Novosti. Nel 2016 nuovo cambio al vertice con l'arrivo di Olga Alekseevna.
Nell'ottobre 2019, Sergey Rybka è stato nominato direttore. Nel 2020, la società statale Sberbank è diventata l'unica proprietaria della holding di Gazeta.Ru, Rambler Media Group.

## Direttori
- Anton Nosik (gazeta.lenta.ru) - febbraio - settembre 1999
- Vladislav Borodulin - settembre 1999 - luglio 2005
- Alexander Pisarev - luglio 2005 - marzo 2006
- Mikhail Mikhailin - gennaio 2006 - luglio 2010
- Mikhail Kotov - luglio 2010 - marzo 2013
- Svetlana Lolaeva - da marzo a settembre 2013
- Svetlana Babaeva - settembre 2013 - luglio 2016
- Olga Alekseeva - luglio 2016 - ottobre 2019
- Sergey Rybka - da ottobre 2019 ad oggi